# Osjan (zespół muzyczny)
Osjan (Ossian lub Ossjan) – polski zespół muzyczny grający muzykę z pogranicza muzyki improwizowanej, folku i world music.
Nazwę grupy zaczerpnięto z tytułu utworu Bolesława Leśmiana „Jam – nie Osjan”. Według muzyków słowo „Osjan” brzmiało egzotycznie i aby zapobiec skojarzeniom z utworem Leśmiana zapisywali je w różnych wariantach: początkowo Ossian, później Ossjan – po latach powrócono do oryginalnej wersji Osjan.

## Historia
Osjan powstał jesienią 1971 roku, a utworzyli go Jacek Ostaszewski, Marek Jackowski (dwóch członków grupy Anawa) oraz Tomasz Hołuj, który był też odpowiedzialny za literacką i wizualną stronę koncertów grupy. Trio występowało regularnie w Piwnicy „Pod Baranami”, przez następne półtora roku używając nazwy „Teatr Naturalnego Dźwięku – Ossian”. W 1972 muzycy wzięli udział w „Musicoramie” zorganizowanej przez Polskie Stowarzyszenie Jazzowe oraz w Jazz Jamboree. W tym samym roku wystąpili na Festiwalu Artystycznym Młodzieży Akademickiej, gdzie zostali dostrzeżeni przez Ezio Marię Casertę, reżysera i dyrektora Teatro Laboratorio, na którego zaproszenie wystąpili z koncertami we Włoszech. Później zagrali również w Szwajcarii i Szwecji.
W 1973 roku podczas kilku koncertów w Teatrze Żydowskim w epizodycznych rolach wystąpiły też Olga „Kora” Jackowska i Małgorzata Ostaszewska. Również w 1973 dali szereg występów w Polsce u boku amerykańskiego muzyka free jazzowego Dona Cherry’ego. W tym samym roku Poljazz opublikował pierwsze nagrania grupy – na winylowym splicie z brytyjską grupą Deep Purple.
Gdy w 1975 wytwórnia Polskie Nagrania „Muza” wydała debiutancki album pt. Ossian, grupę opuścił Jackowski (który później założył Maanam) i Ossian stał się duetem Ostaszewski – Hołuj. Duet grywał wtedy liczne koncerty prywatne, np. dla pierwszej polskiej grupy buddystów zen w Górach Świętokrzyskich. W 1976 do grupy dołączyli muzyk greckiego pochodzenia Milo Kurtis, który już wcześniej okazjonalnie współpracował z Osjanem, a następnie skrzypek Zygmunt Kaczmarski. Między wrześniem a listopadem 1978 grupa we współpracy z Tomaszem Stańko, bez Kaczmarskiego nagrała drugą płytę pt. Ossian.
W styczniu 1979 wraz z Zygmuntem Kaczmarskim i Radosławem Nowakowskim (bębny) dokonano nagrań na kolejny album Księga chmur. 31 maja 1980 muzycy wystąpili w ramach „V Festiwalu Muzyki Jazzowej”. Koncert ten został zarejestrowany i wydany na płycie po raz kolejny opatrzonej tytułem Ossian. W tym okresie do zespołu dołączyli Wojciech Waglewski i Jacek Wolski. W grudniu 1982 Osjan w składzie: Waglewski, Ostaszewski, Kurtis i Nowakowski nagrał album Roots.
W 1983 roku z Osjanem rozstał się uczestniczący do tego czasu w koncertach Tomasz Hołuj, który w 1984 wyemigrował do Szwecji. Po 1985 (wyjazd Kurtisa do USA) aktywność zespołu zaczęła spadać. Do muzyków Osjana dołączyli w tym okresie m.in. Karol Szymanowski (wibrafon), Antymos Apostolis, Sarandis Juvanidis (perkusista) oraz Jorgos Skolias. 2 i 3 sierpnia 1987 występ grupy zarejestrowano na żywo w Pałacu Prymasowskim w Warszawie. Materiał został wydany na płycie Rytuał dźwięku i ciszy. W listopadzie 1991 Ostaszewski, Waglewski i Nowakowski nagrali album Głową w dół, wydaną rok później przez Polton.
W lutym 1996 Milo Kurtis zorganizował koncert poświęcony Donowi Cherry’emu (zmarłemu kilka miesięcy wcześniej), po którym grupa wznowiła działalność (dwa utwory Cherry’ego Osjan umieścił na nagranym w Teatrze Małym albumie Tribute to Don Cherry). W 1998 ukazała się kolejna płyta – Muzyka fruwającej ryby – nagrana w warszawskim Teatrze Buffo. W 2005 wydawnictwo Ferment wypuściło na rynek dwupłytowy album Księga liści / Drzewo Osjan, na który składają się nagrania z koncertów zespołu z 2004 i 1980 oraz nagrania grup Monodrum, Freak Drums i Voo Voo (w których udzielają się Nowakowski, Kurtis i Waglewski). W 2008 Ostaszewski, Nowakowski i Waglewski przy pomocy harfistki Anny Sikorzak-Olek nagrali album Po prostu. 30 września 2018 roku w ramach Muzycznego Klubu TVP3 Kielce, zarejestrowany został koncert zespołu „Memorial to Miles”.

## Muzyka
Osjan tworzy muzykę intuicyjną, głównie instrumentalną, zdradzającą wpływy muzyki etnicznej. Improwizacje inspirowane jazzem i folkiem grane przez Jacka Ostaszewskiego i Marka Jackowskiego wzięły swój początek jeszcze ze współpracy z Grechutą i Pawluśkiewiczem w czasie powstawania płyty Korowód. W muzyce Osjana zyskały już swój autonomiczny przebieg. Od początku istnienia zespołu muzycy wykorzystują bogate instrumentarium z różnych kultur (flety proste, ligawa, sitar, gayageum, tabla, gongi, bongosy, garnki z Olkusza, ksylofon i wiele innych). Określani są mianem prekursorów world music w Polsce, w grze zespołu obecna jest niemalże cała światowa kultura muzyczna. Muzyka zespołu ciągle ewoluuje z koncertu na koncert, a kolejne płyty odzwierciedlają tylko wycinek muzycznej drogi. W muzyce Osjana centralne miejsce zajmuje rytm, ważnym elementem jest też cisza pomiędzy dźwiękami.

## Muzycy
Komentując w 1997 kolejne odsłony Osjana Bolesław Rok określił je jako odradzanie „jakby feniks z popiołów”, dzięki którym zespół dociera wciąż do nowego pokolenia.
W ciągu ponad 30 lat istnienia grupy przewinęli się przez nią m.in.:
- Jacek Ostaszewski – flety proste, instr. perkusyjne, gayageum, kontrabas, głosy – jedyny stały członek grupy od początku
- Marek Jackowski – gitara, bęben, głosy
- Tomasz Hołuj – tabla, gongi, instr. perkusyjne
- Milo Kurtis – trombita, instr. perkusyjne, głosy
- Tomasz Stańko – trąbka
- Zygmunt Kaczmarski – skrzypce, instr. perkusyjne, głosy
- Radosław Nowakowski – bongosy, conga, instr. perkusyjne, głosy
- Jacek Wolski – tabla, pakhawaj, bandura
- Wojciech Waglewski – gitara, sanza, głosy
- Karol Szymanowski – wibrafon, instr. perkusyjne
- Apostolis Anthimos – gitara, głosy
- Sarandis Juvanidis – instr. perkusyjne
- Jorgos Skolias – głosy, instr. perkusyjne
- Anna Sikorzak-Olek – harfa
- Jerzy Słomiński – perkusja

## Dyskografia

### Albumy[15]
- Ossian (1975)
- Ossian (1978)
- Księga chmur (1979)
- Ossian (1980)
- Roots (1983)
- Rytuał dźwięku i ciszy (1988)
- Głową w dół (1992)
- Muzyka fruwającej ryby (1998)
- Księga liści / Drzewo Osjan (2005)
- Po prostu (2008)

### Splity
- Ossian / Deep Purple (1973) (tylko strona A płyty) – utwory: „Wprowadzenie” i „Księga deszczu (fragmenty)”

### Kompilacje różnych wykonawców
- Tribute to Don Cherry (1997) – utwór: „Malinye”